# Sansevieria canaliculata

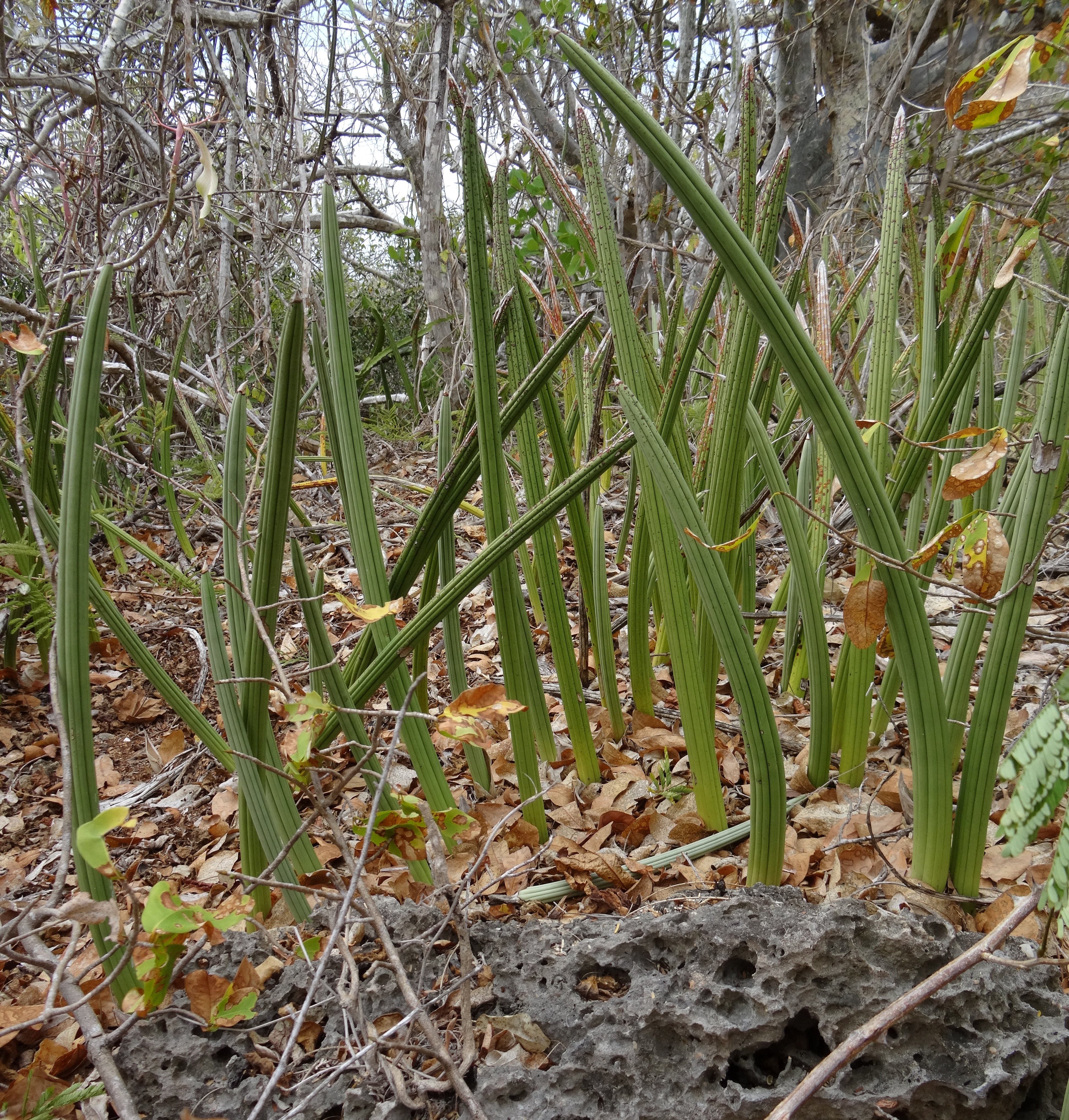
Sansevieria canaliculata in der Cabo Delgado Provinz in Mosambik

Sansevieria canaliculata ist eine Pflanzenart aus der Gattung Sansevieria in der Familie der Spargelgewächse (Asparagaceae). Das Artepitheton canaliculata stammt aus dem Lateinischen und bedeutet ‚kanalisiert, gerillt‘ und beschreibt die Blattform.

## Beschreibung
Sansevieria canaliculata wächst stammlos als ausdauernde, sukkulente Pflanze mit kriechenden bis zu 1,25 Zentimeter starken Rhizomen. Im Abstand von bis zu 5 Zentimeter stehen pro Trieb ein bis zwei zylindrisch geformte, manchmal leicht gebogene oder leicht zusammengedrückte Laubblätter. Die einfache Blattspreite ist bis zu 95 Zentimeter lang und 0,5 bis 2 Zentimeter breit. Sie sind mattgrün mit fünf bis sechs Längsfurchen und runden rippenartigen Zwischenräumen. Sie laufen in eine 3 Millimeter lange, weißlich, harte Spreitenspitze aus. Die Blattoberfläche ist glatt.
Die einfach ährigen Blütenstände sind 5 bis 16 Zentimeter lang. Die Blütenstände wachsen direkt aus dem Rhizom und sind im Vergleich zur Blattlänge recht kurz, dabei sind sie locker, im unteren Teil gewöhnlich mit drei Blüten pro Büschel besetzt. Die Blütenhüllblätter sind weiß mit grüner Tönung. Die Blütenröhre ist bis zu 2,5 Zentimeter lang. Die Zipfel sind bis zu 1,7 Zentimeter lang.
Die Chromosomenzahl beträgt {\displaystyle 2n=42}

## Verbreitung
Sansevieria canaliculata ist in Mosambik in der Provinz Cabo Delgado, in Tansania und auch im nördlichen Teil von Madagaskar verbreitet. 

## Taxonomie
Die Erstbeschreibung erfolgte 1861 durch  Élie Abel Carrière.
Synonyme für Sansevieria canaliculata Carrière sind: Sansevieria schimperi Baker (1898), Sansevieria sulcata Bojer ex Baker (1898), Sansevieria livingstoniae Rendle (1932) und Sansevieria pfennigii Mbugua (2007). 

## Nachweise